# Marktstraße 1 (Wernigerode)

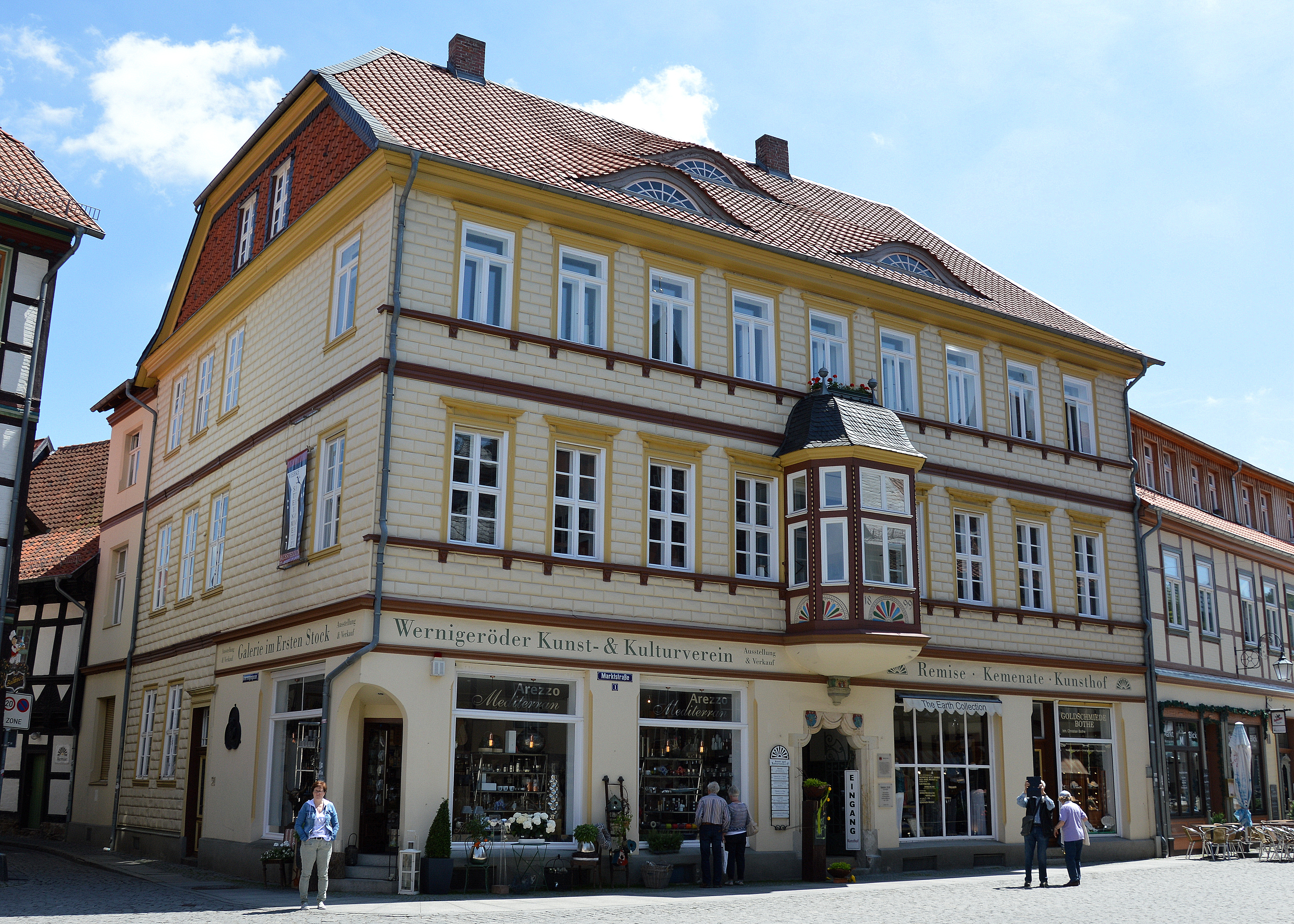
Ansicht Marktstraße 1/Ecke Oberengengasse

Das Haus Marktstraße 1 ist ein denkmalgeschütztes Haus in Wernigerode, Landkreis Harz, in Sachsen-Anhalt.

## Lage
Die Marktstraße 1 befindet sich im südlichen Teil der Wernigeröder Innenstadt unweit des Marktplatzes am Beginn der Marktstraße.

## Architektur und Geschichte
Es handelt sich um einen Gebäudekomplex aus dem 15. bis 19. Jahrhundert, der sich um einen offenen Innenhof gruppiert. Früher gab es dazu auch noch einen Hausgarten.
Das Hauptgebäude unmittelbar an der Marktstraße wurde zwischen 1830 und 1840 als Wohn- und Geschäftshaus neu errichtet. Es ersetzte einen Vorgängerbau aus dem Jahre 1530, der abgerissen wurde und von dem sich lediglich ein Keller mit wasserführender Zisterne erhalten hat. 1899 kam es zu einer weiteren Substanzveränderung und 1906 zu einem Abbruch und Neubau des Wohnhausanbaues als Wirtschaftsgebäude. Die Gebäude auf dem Hof wurden noch um 1900 als Ställe, Waschhaus und Kaffeebrennerei sowie als Lager genutzt. Zu diesem Zeitpunkt befand sich der Gebäudekomplex im Besitz des praktischen Arztes Dr. med. Emil Kruska, nach dem heute in Wernigerode die Kruskastraße benannt ist.
Auf dem Innenhof befinden sich u. a. die sogenannte Kemenate und die an die Unterengengasse grenzende Remise, in der der Kunst- und Kulturverein Wernigerode gelegentlich Veranstaltungen durchführt. Verschiedene Kunsthandwerker haben im Hof ihr Domizil und in der mit der Remise verbundenen Galerie im Ersten Stock werden ebenfalls Veranstaltungen und Ausstellungen durchgeführt.
Im örtlichen Denkmalverzeichnis ist das Haus als Baudenkmal unter der Erfassungsnummer 094 02499 verzeichnet.